# Lekrugeria koenigi
Lekrugeria koenigi là một loài côn trùng trong họ Berothidae thuộc bộ Neuroptera. Loài này được Esben-Petersen miêu tả năm 1915.